# Pleurospermum pulszkyi
Pleurospermum pulszkyi är en flockblommig växtart som beskrevs av August Kanitz. Pleurospermum pulszkyi ingår i släktet piplokor, och familjen flockblommiga växter. Inga underarter finns listade i Catalogue of Life.